# Un'altra giovinezza
Un'altra giovinezza (Youth Without Youth) è un film del 2007 diretto da Francis Ford Coppola e interpretato da Tim Roth.
Tratto dall'omonimo romanzo (in romeno Tinerețe fără de tinerețe) di Mircea Eliade, scrittore e rinomato storico delle religioni, segna il ritorno alla regia cinematografica da parte di Coppola dopo dieci anni di assenza (l'ultimo film da lui diretto era infatti L'uomo della pioggia - The Rainmaker, risalente al 1997).

## Trama
Piatra Neamț, Romania: Dominic Matei, insegnante di liceo prima della seconda guerra mondiale, è ossessionato dallo studio del linguaggio e dal ricordo dell'amata Laura che, dopo averlo lasciato ed essersi sposata con un altro, era poi morta di parto, molto tempo prima. La sera della Pasqua del 1938, a Bucarest, viene colpito da un fulmine e da quel momento la sua vita cambia completamente. In ospedale viene dato per spacciato, però col passare dei giorni non solo non muore, ma comincia lentamente a ringiovanire di alcune decine di anni, acquisendo inoltre misteriosi poteri paranormali. L'uomo viene sorvegliato dalla polizia segreta (Siguranță) e poi dai nazisti, che nel frattempo hanno invaso il suo Paese e sono interessati alla sua guarigione miracolosa.
Dominic viene dapprima aiutato dal professor Stănculescu, il medico che ha preso in esame il suo caso, poi inizia una lunga fuga in altri Paesi europei dacché è via via braccato e riconosciuto dai suoi nemici. Tuttavia, grazie ai nuovi poteri di cui dispone e durante i suoi viaggi, potrà approfondire notevolmente gli studi cui si era dedicato da sempre (e a cui aveva sacrificato la propria vita personale), la ricerca della Lingua primigenia, il linguaggio originario e unico dell'umanità, e approdare a un grado di conoscenza che nessun uomo ha mai raggiunto. L'unico con cui interagisca e si confronti sui suoi studi è un suo misterioso "doppio", una sorta di perduta coscienza che si è manifestata per la prima volta dopo che lo studioso è stato colpito dal fulmine.
In Svizzera, incontrando un'affascinante donna di nome Veronica (che sentirà essere "reincarnazione" dell'amata Laura), Dominic regredisce mentalmente a esistenze passate, e svela conoscenze filosofiche e lingue sconosciute. L'uomo parte con il famoso orientalista Giuseppe Tucci e la donna alla volta dell'India, poiché ella sembra fosse in una vita precedente una seguace del buddhismo Mahāyāna. Alternandosi, quasi in modo onirico, tra le varie vite, Dominic scappa con lei dai riflettori dei mass media ma dovrà poi separarsene per evitare che ella muoia di vecchiaia. Tornato al vecchio Caffè Select di Piatra Neamț, dove s'incontrava con i suoi amici, li ritrova ormai invecchiati. Essi sono naturalmente ignari delle scoperte che ha fatto (è il 1938) e Dominic rifugge da loro perché non riesce a spiegarsi e a convincerli. Verrà trovato morto congelato l'indomani, ridivenuto vecchio. Un passante ritrova il suo documento, su cui si legge: "data di nascita: 24 aprile 1938".